# Alby gård
Alby gård är en herrgård och tidigare säteri med rötter från medeltiden. Gården är belägen i Alby vid Albysjön i Botkyrka socken i Botkyrka kommun, Stockholms län. 
Släkten Gyllencreutz ägde Alby under 1700-talet och åren 1895-1913 ägdes gården av telefonfabrikören Lars Magnus Ericsson innan han flyttade till närbelägna Hågelby gård. Under Ericsson fick mangårdsbyggnaden sitt nuvarande säregna utseende. 
1920 förvärvades Alby av Alfred Ekström. Under hans tid blomstrade industrien runt omkring Alby gård; han startade bland annat AB Fittja Familietvätt där han använde banbrytande metoder för industriell tvätt. Efter hans bortgång 1947 såldes Alby till Botkyrka kommun. 
1947 förvärvade Botkyrka kommun egendomen och bedriver idag öppenvård i huvudbyggnaden medan det gamla ladugårdskomplexet är en del av Alby industriområde. I några av ursprungsbyggnaderna har Cirkus Cirkör en permanent cirkushall och Subtopia driver projekt för utveckling av kultur och kreativt entreprenörskap. Gula villan används idag till föreningsverksamhet och vid stranden till Albysjön anlades en marina.

## Historik

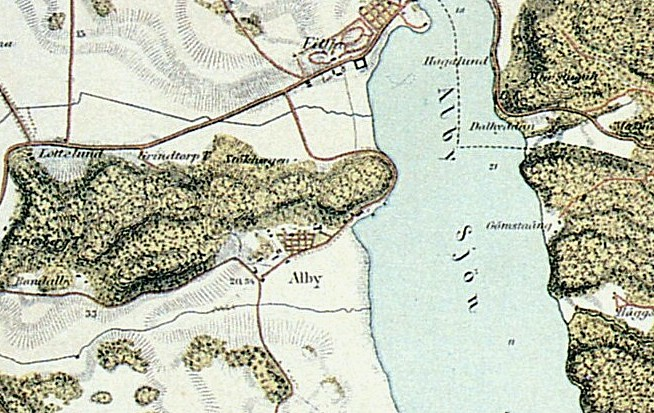
Alby och omgivning på 1860-talet.

Området var bebott redan på brons- och järnåldern som bland annat Albykistan från yngre järnåldern vittnar om. De första skriftliga dokumenten för Alby går tillbaka till 1300-talet. Under stormaktstiden (1600-talets andra hälft) gjordes Alby till säteri. Godsets ägare hette då Jakob Grundel och han öppnade även en krog eftersom den gamla sträckningen av Göta landsväg gick förbi här. Alby var första dagsetappen från Stockholm. På 1660-talet drogs vägen om och fick en ny sträckning via Fittja. Det blev slutet för krogen i Alby på grund av brist på kunder som istället tog in på Fittja värdshus. 
Under 1700-talet ägdes gården av släkten Gyllencreutz och under 1800-talet bytte gården ägare ett flertal gånger. Den nuvarande byggnaden uppfördes omkring sekelskiftet 1800 och fick en utformning enligt tidens smak. Redan 1809 lät kammarrådet Nils Dufva bygga om fastigheten. Han ägde Alby mellan 1804 och 1814. Troligen tillkom den klassiska kolonnaden med tympanon framför entrén vid denna tid. Huset har sedan haft många olika ägare och förändrats genom om- och tillbyggnader, tills Lars Magnus Ericsson förvärvade egendomen 1895.

## L.M. Ericssons tid

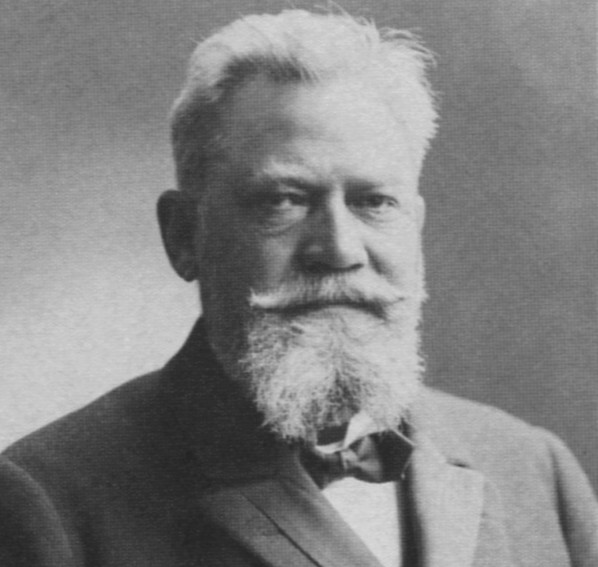
L.M. Ericsson, 1890-talet.

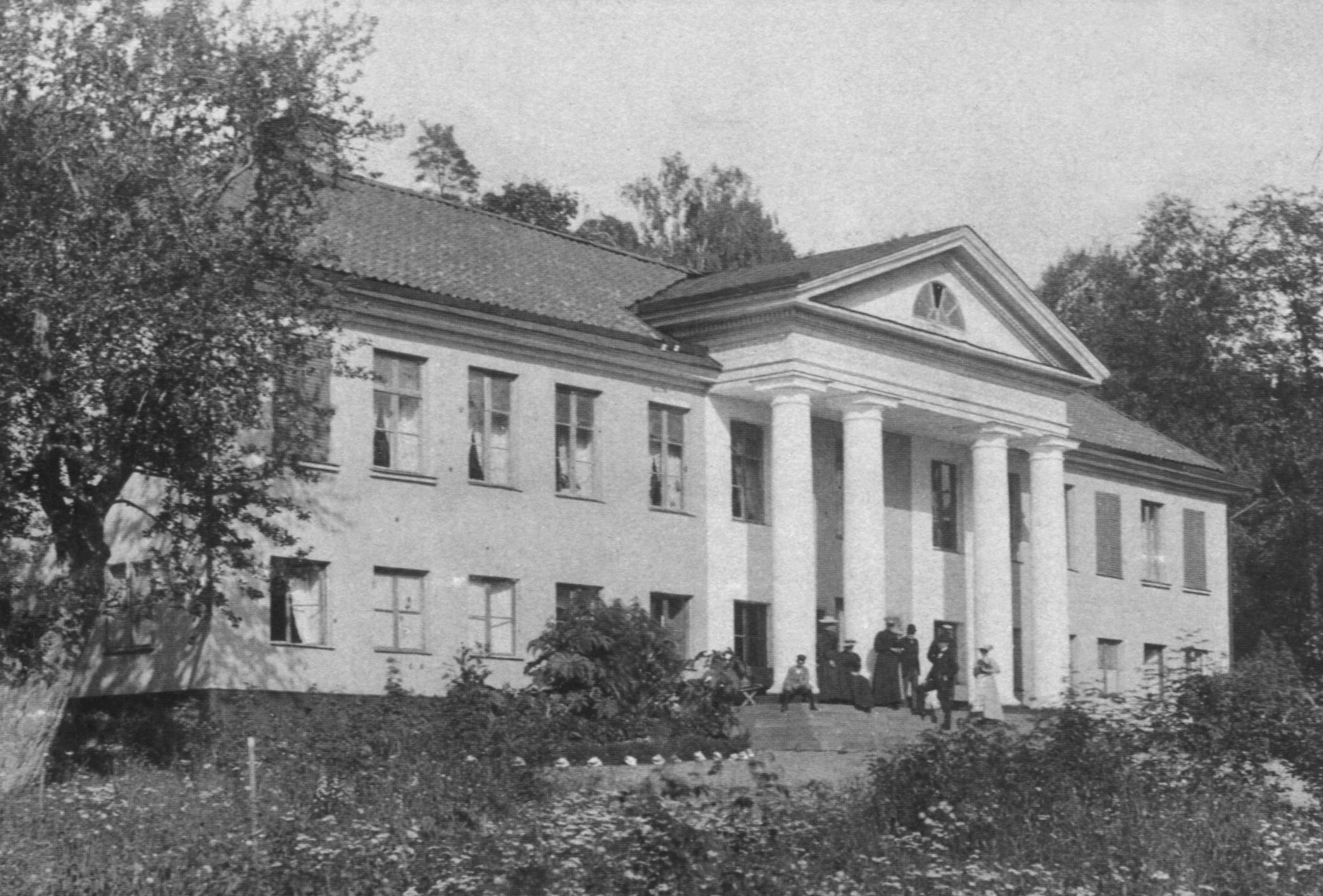
Gården innan ombyggnaden på 1890-talet.

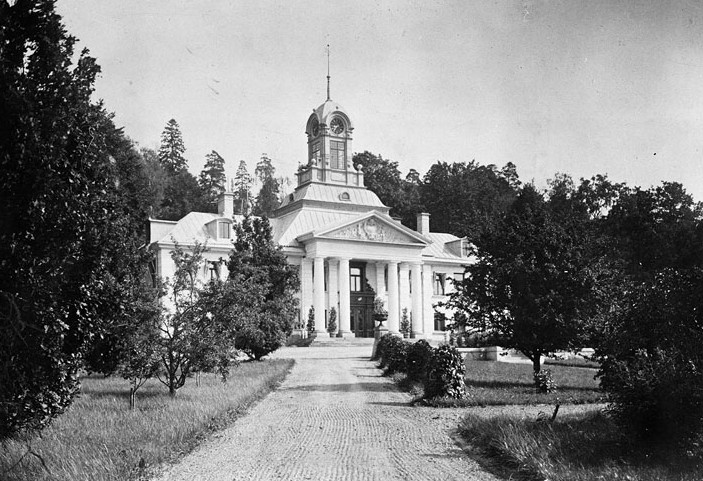
Gården efter ombyggnaden på 1900-talet.

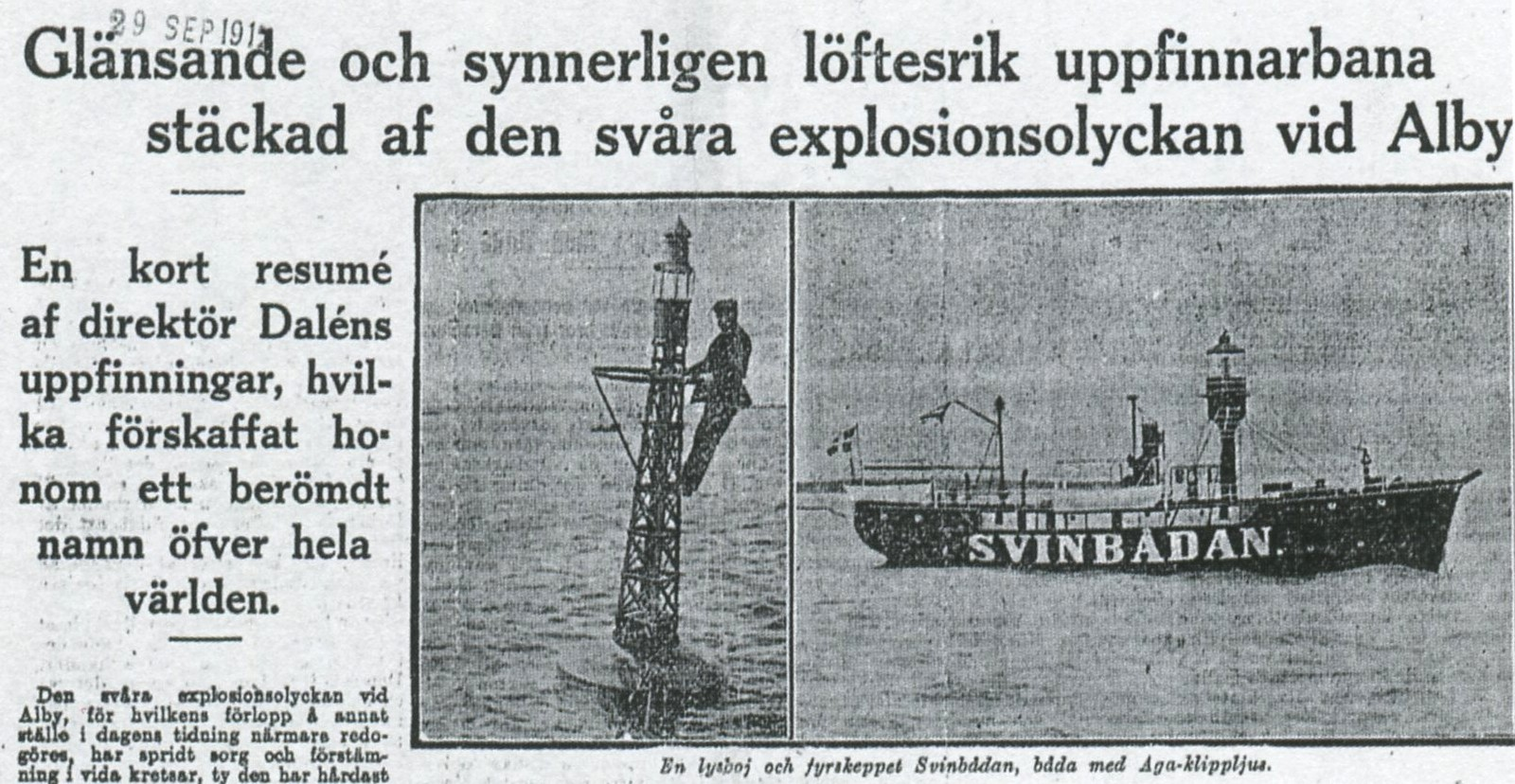
Rubrik efter olyckan 28 september 1912.

En av L.M. Ericssons favorithistorier handlar om hur han som 20-åring i mitten av 1860-talet som vandringsman kom till Alby och sökte natthärbärge. Han blev kallad "oduglig landstrykare" och avvisad. Då svor han att han en dag skulle återvända och köpa stället. I 54-årsåldern lämnade han sitt företag LM Ericsson och beslöt att bli jordbrukare i stor stil. Några år tidigare (1895) hade han redan köpt gården vid Albysjön, så som han hade lovat drygt 30 år tidigare och här skulle han bedriva ett mönsterjordbruk. 
Den gamla mangårdsbyggnaden byggdes om. Portalen med fyra kolonner fanns redan men fick en rikt skulpterad utsmyckning och en praktfull entréport i mörk ek. Han såg till att en hög lanternin med torn, tornklocka och klockspel skulle ge byggnaden ett helt nytt utseende som närmast var barockstil. Han drog in elektricitet och i parken runt huset uppfördes flera nya byggnader, exempelvis en kägelbana med stor kupol som ligger på branten bakom huvudbyggnaden, dessutom ett lusthus och bostad för trädgårdsmästaren. Bostäder för lantarbetarna och ett stort ladugårdskomplex med kvarn och vagnslider uppstod väster om gården. Alla byggnader gavs en sammanhängande gul färgsättning med vita detaljer. 
Den tekniskt intresserade Ericsson började även experimentera med avancerade ventilationssystem och elektriska plogar. Plogarna blev dock ingen framgång men diskuterades flitigt av grannarna. Dessutom tillkom vinddrivet elverk, tvättstuga och en anläggning kallad "Albystadion", som såg ut som en romersk akvedukt och vars ändamål var att transportera gödsel (numera riven).

### Gula villan
År 1902 tillkom gula villan, kallad "Gulan" öster om huvudbyggnaden. Villan lät Ericsson bygga till sin son Lars Magnus jr. ("Lalle") och meningen var att sonen skulle driva lantbruket vidare sedan fadern flyttat till Hågelby gård 1916. Men därav blev inget, Lars Magnus jr. dog redan 1921, blott 29 år gammal. 
Den gula villan är ett exempel på den villabebyggelse som växte fram i början på 1900-talet. Huset kragar ut över sockeln och har ett högt sadeltak. Arkitekturen präglas av nationalromantiken med rik snickar- och smidesglädje. I muren framför byggnaden finns två springbrunnar med statyer och vackra lyktstolpar av gjutjärn. När palatset Makalös i Stockholm brann ned 1825 lyckades man rädda en del skulpturdetaljer, varav några fördes till Alby. Den enda av dessa stenskulpturer som  kvarstår är den som senare monterades ovanför källardörren invid den gula villan. Både på Alby och senare Hågelby konstruerades de nya byggnaderna delvis i armerad betong, ett för den tiden nytt och i Sverige oprövat material.

### Olyckan
Den 27 september 1912 skedde en svår explosionsolycka på Alby där L.M. Ericssons gode vän Gustaf Dalén miste synen när han experimenterade med acetylengas. I ett stenbrott som ursprungligen var avsett att ge plats åt en ny tvättstuga ville Dalén undersöka hur acetylentuber klarar varmare klimat. I stenbrottet värmdes fem tuber över en brasa. Fyra av dem exploderade kontrollerat medan den femte hängde kvar medan gas sipprade ut. När Dalén gick fram för att undersöka saken exploderade den femte tuben rakt i ansiktet på honom. Han klarade knappt livet men synen gick inte att rädda. I tidningarna kunde man läsa: Glänsande och synnerligen löftesrik uppfinnarbana stäckad af en svår explosionsolycka vid Alby.

### Panorama 1910

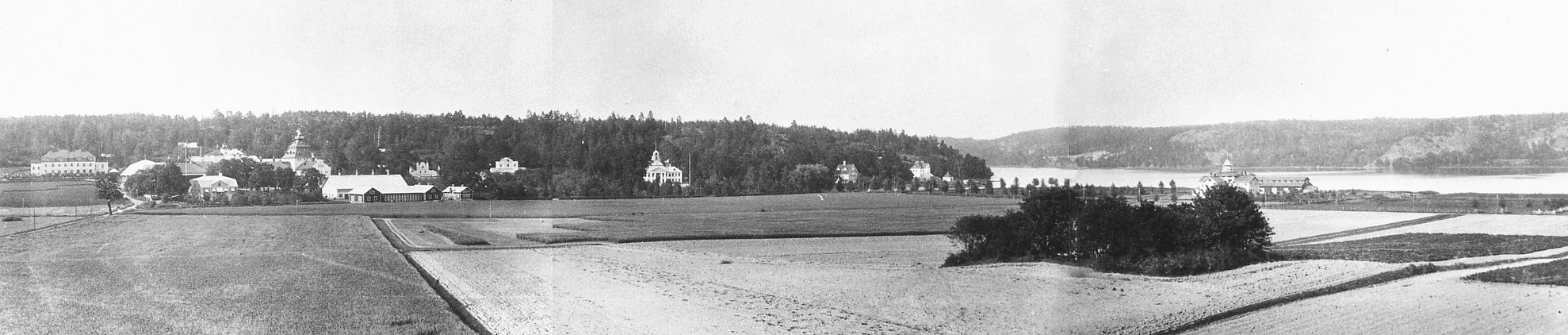
Panorama över Alby gård, vy not norr: Kraftstation längst till höger vid Albysjön, huvudbyggnaden i mitten och ladugårdskomplexet till vänster.

## Dagens Alby gård
År 1947 köptes hela egendomen av Botkyrka kommun som planerade att bygga industri- och bostadsområden på marken. 1964 slöt Stockholm och Botkyrka ett avtal om ”Botkyrkastaden”, en del av miljonprogrammet. De första hyresgästerna kom hit 1971 och på den tidigare lantbruksmarken uppfördes flera villa- och radhusområden. I huvudbyggnaden bedrev kommunen öppenvård till 2014 men sedan flyttade den verksamheten till Tumba. Vad som ska hända med huvudbyggnaden är idag oklart. Gula villan används idag till föreningsverksamhet och vid stranden till Albysjön anlades en marina. Ladugårdskomplexet är till stora delar bevarat och utgör numera en del av Alby industriområde. I några av ursprungsbyggnaderna har Cirkus Cirkör en permanent cirkushall och Subtopia driver projekt för utveckling av kultur och kreativt entreprenörskap.

## Bilder

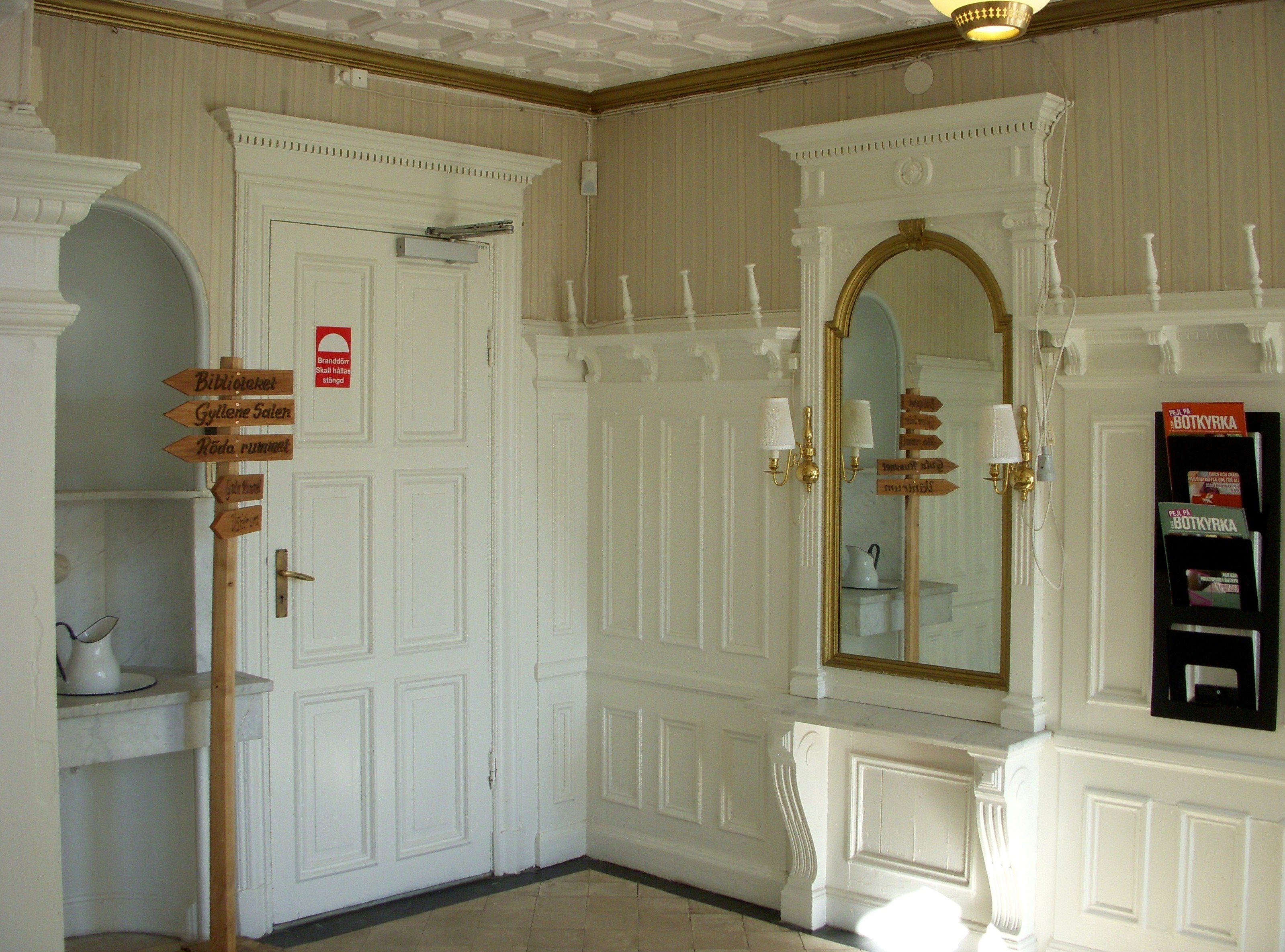
Entréhallen
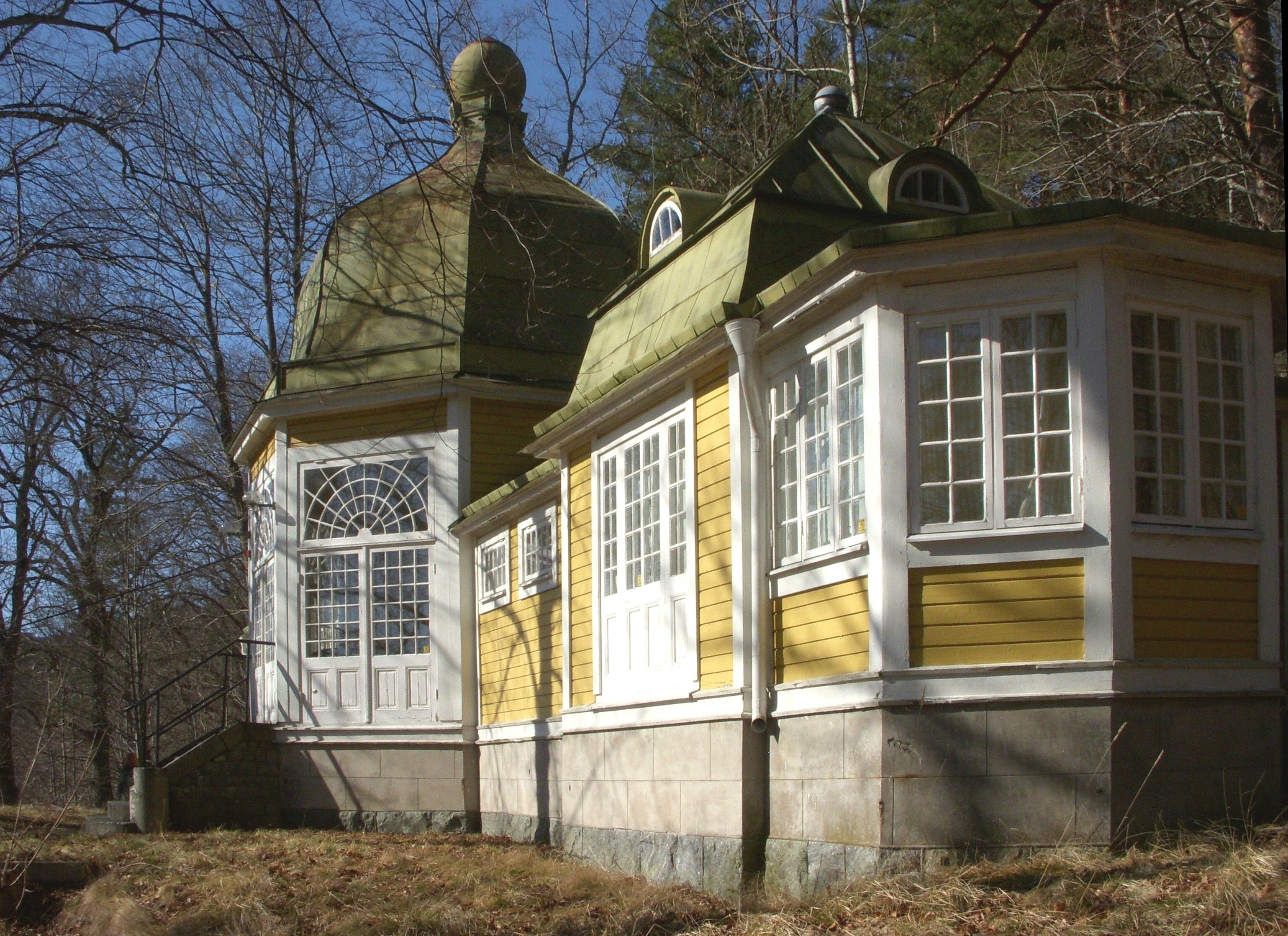
Kägelbanan
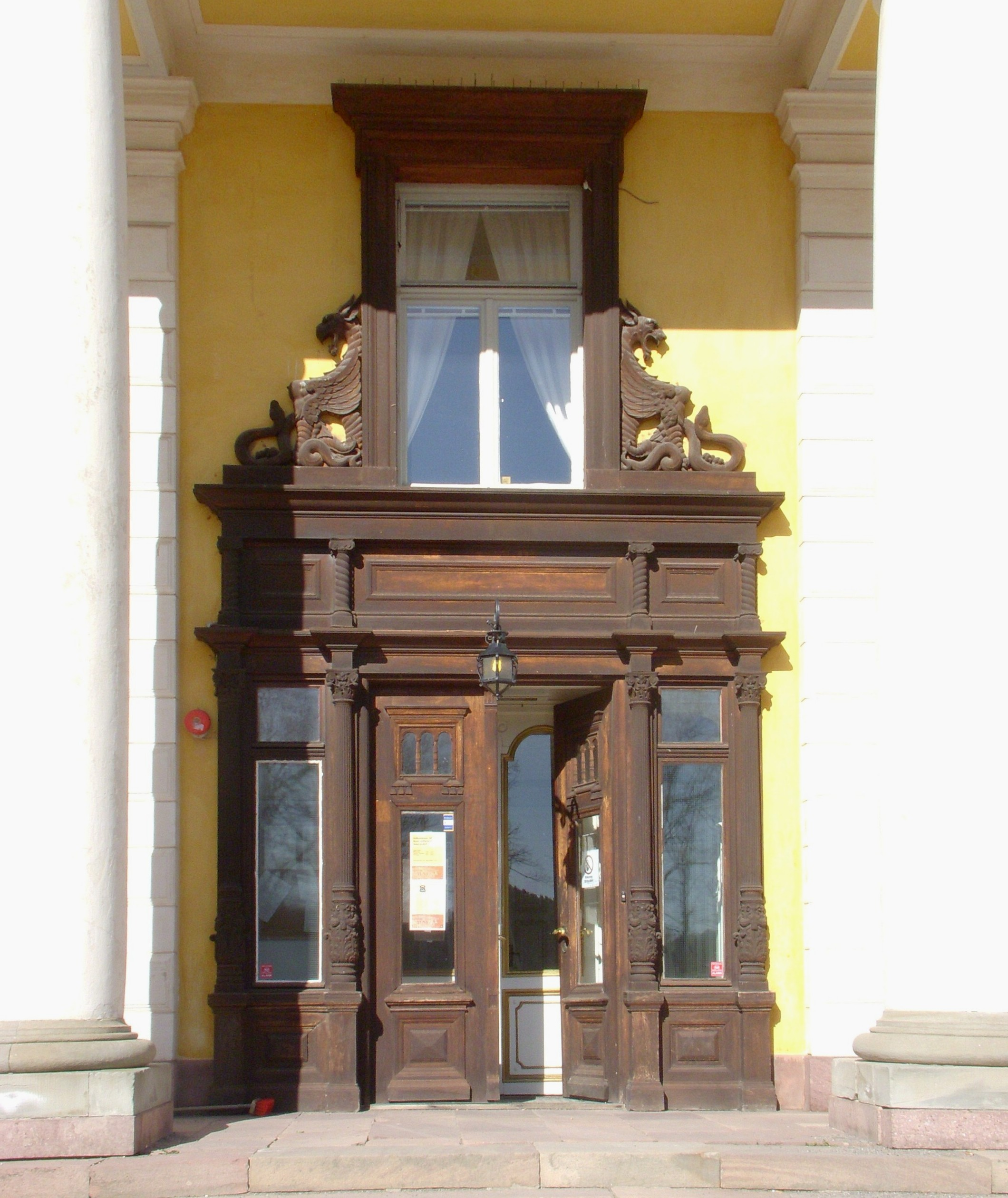
Entréportalen
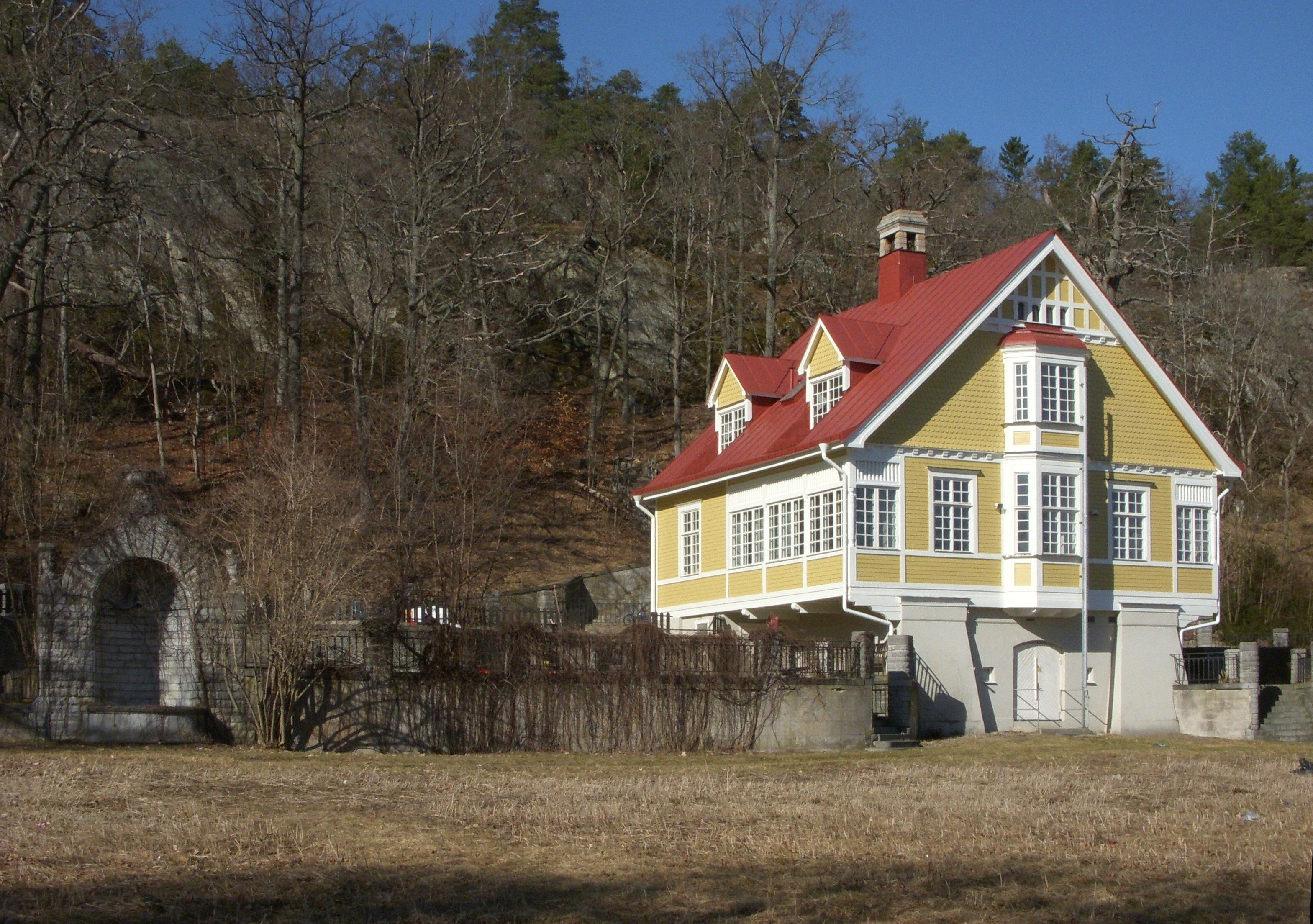
Gula villan
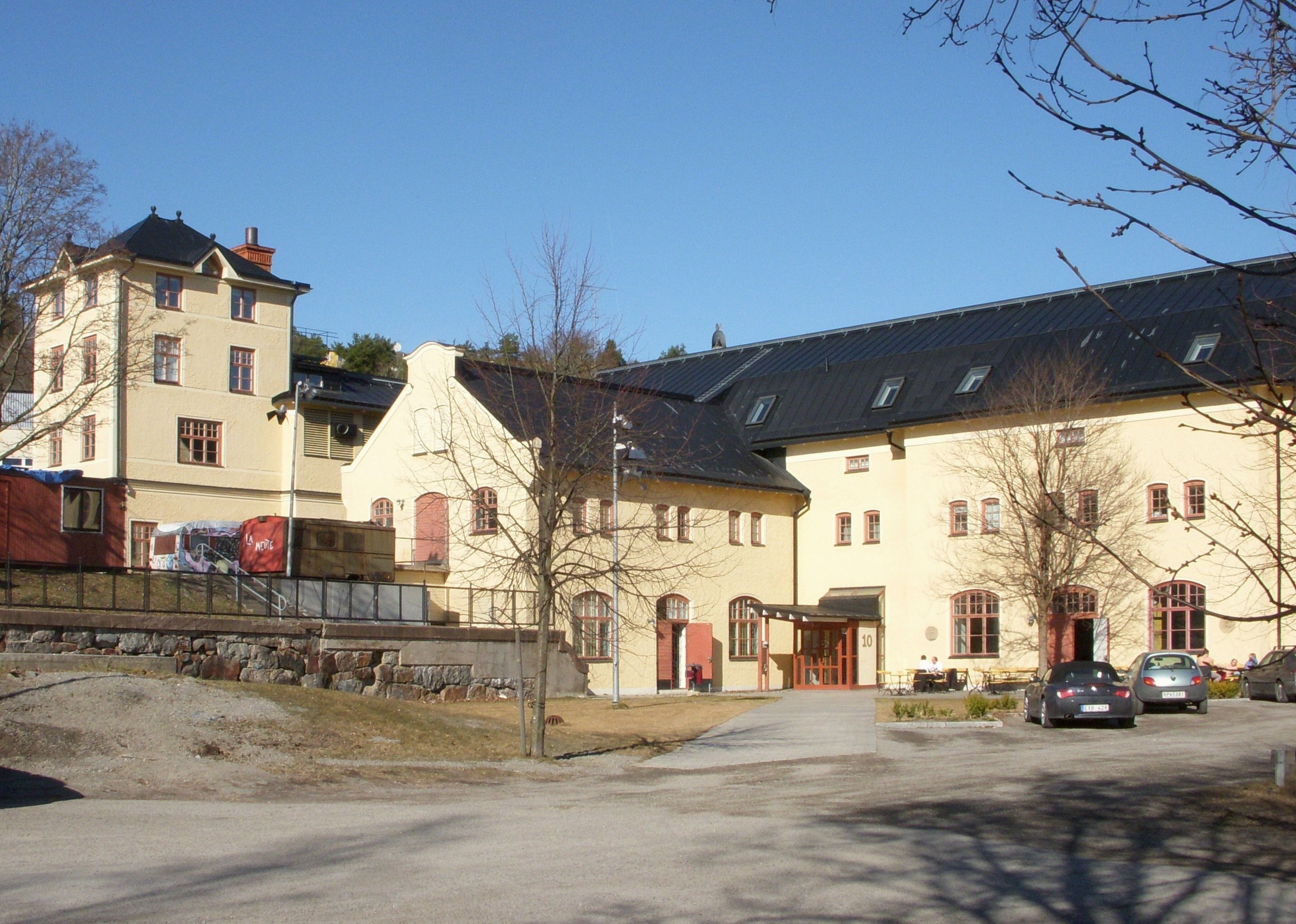
Ladugårdskomplexet